# Дорније Do 22
Дорније Do 22 је висококрилни (парасол) једномоторни, једнокрилац, тросед а намена му је била лаки бомбардер извиђач. Развијен је у Немачкој као хидроавион 1930.

## Пројектовање и развој
Године 1934., у швајцарској подружници Дорнијеа је пројектован и направљен једномоторни хидроавион са три седишта. Авион је означен ознаком Do C3, a направљена су два прототипа овог авиона. Када је 1938. године донета одлука да се произведе хидроавион Do 22 у Фридрихсхафену (централи Дорнијеа) и понуди Луфтвафе-у он је скопљен од делова направљених у Швајцарској. Луфтвафе није била заинтересована за овај авион, па су на основу авиона Do C3 направљене варијанте Do 22Kg - за Грчку, Do 22Kj - за Југославију и Do 22Kl - за Летонију.
У марти месецу 1939. године направљен је прототип авиона са конвенционалним стајним трапом (са точковима) који је успешно завршио тестирање али није ушао у производњу. Ова варијанта је добила ознаку Дорније Do 22L.

## Технички опис
Висококрилни (парасол) једномоторни, једнокрилац, хидроавион мешовите конструкције. 
Носећа конструкција трупа је челична решеткаста конструкција обложена импрегнираним платном. Моторни део је обложен алуминијумским лимом. Има три отворене кабине у тандем распореду (једна иза друге).
Авион је опремљен мотором Hispano-Suiza 12Ybrs снаге 461 kW и трокраком металном елисом.
Крило је металне конструкције обложено платном са две рамењаче. Крила су правоугаоног облика са заобљеним крајевима. Подупрта су са по две металне упорнице које се ослањају на металну конструкцију која везује пловке за труп авиона.
Уместо точкова на стајном трапу има монтиране пловке направљене од дуралуминијума.

### Варијанте авиона Дорније Do 22
- Do C3 - Прототипови Do 22, направљено је два примерка (један примерак је купила Ратна морнарица Југославије)
- Do 22 Kg - Извозна верзија за Грчку, 12 примерака.
- Do 22 Kj - Извозна верзија за Југославију, 12 примерака.
- Do 22 Kl - Извозна верзија за Летонију. Није испоручен, али је на крају продат Финској, 4 примерка.
- Do 22 L - Класичан авион са конвенционалним стајним трапом са точковима. направљен само један прототип (продат Грчкој).

## Земље које су користиле авион Дорније Do 22
- Финска
- Краљевина Грчка
- Краљевина Југославија
- Уједињено Краљевство

## Оперативно коришћење
Укупно је произведено 30 авиона Do 22 укључујући два прототипа. Један од прототипава (хидроавион) је 1935. године продат Ратној морнарици Краљевине Југославије. Други прототип је направљен и испитан као конвенционалан авион Do 22L (авион са точковима) кога је купила Грчка и користила га као извиђача. Обе земље су биле задовољне овим авионима тако да је свака купила по серију од 12 хидроавиона 1938. године.  
Литванија је наручила 4 ова авиона али због окупације од стране СССР-а ова поруџбина је преусмерена на Финску. Финској су још продата четири авиона Do 22 које је Немачка заробила у Југославији и Грчкој. На тај начин је финска Ратна морнарица опремљена са 8 авиона који су патролирали Балтиком и нападали совјетске подморнице које су имале задатак да деблокирају Лењинград и ослободе пловне путеве на Балтику. Фински авиони Do 22 су били активни на балтику од 1942. до 18. октобра 1944. године.
Када су Немци напали Грчку априла 1941. године само 4 ова авиона су преостала. Један од ових авиона је прелетео за Египат и тамо се као и југословенски авиони истог типа прикључио РАФ-у.

### Коришћење авиона Дорније Do 22 у Краљевини Југославији
Поморско Ваздухопловство Краљевине Југославије је 1935. набавило прототип хидроплана на пловке Do 22 (Do C3) са мотором Хиспано-Суиза 12Yдрс снаге 860 KS. Овај авион је носио ознаку Бр.301, летео је од 1935 до 1941. године, и за разлику од авиона Дорније Do D показао се као веома добар. На основу тога је током 1937. уговорена испорука 12 серијских Do 22Кј, са моторима Хиспано-Суиза 12Y-21 снаге 910 KS. Два примерка су испоручена крајем следеће године, а остали почетком 1939.
Крајем Априлског рата 1941. године, осам Do 22Кј успело је да прелети за Египат, где су формирали 2. Југославенску ескадрилу и борбено деловали у саставу РАФ годину дана, на патролирању Медитераном. Престанак коришћења ових авиона је проузрокован недостатком резервних делова. Италијани су запленили преостала три хидроплана и предали их Немцима, који су их продали Финској. Бр. 301; 302; 313. (сем 301 остали авиони су били готово нови, испоручени крајем 1938 и 1939. године, а добро одржавани.)